# SN 2005du
SN 2005du – supernowa typu II odkryta 8 sierpnia 2005 roku w galaktyce A000934+1245. W momencie odkrycia miała maksymalną jasność 19,70m.